# Alan Hutton
Alan Hutton (Penilee, Glasgow, Escocia, Reino Unido, 30 de noviembre de 1984) es un exfutbolista escocés que jugaba de defensa. Su primer equipo fue el Glasgow Rangers y el Aston Villa el último. Es conocido popularmente como el "Cafú escocés".
Sin equipo desde la finalización de la temporada 2018-19, el 19 de febrero de 2020 anunció su retirada como futbolista profesional.

## Biografía
Hutton desarrolló toda su carrera deportiva en el Glasgow Rangers, equipo con el que debutó en liga un 22 de diciembre de 2002 ante el Partick Thistle F.C. y anotó su primer tanto el 23 de marzo de 2004 ante el Dunfermline en Ibrox Park. Ganó su primer título oficial, la Premier League de Escocia, en la temporada 2004-05. En diciembre de 2007, Hutton logró el 8.º puesto en la votación de "Jugador Joven del año", galardón que concede anualmente la revista World Soccer Magazine.
Tras seis temporadas en el Rangers y disputar 94 partidos oficiales de liga, el Tottenham Hotspur de Juande Ramos fichó al joven lateral por 10,7 millones de euros en enero de 2008. Walter Smith, técnico entonces del Rangers, aseguró que Alan se tomó un tiempo para pensarlo y finalmente fue "el que ha decidido. Hay una desilusión en el equipo por su traspaso, pero ésta era una oferta que no podíamos rechazar". Hutton se convirtió en el segundo jugador escocés más caro de la historia, sólo superado por el guardameta Craig Gordon.
El 2 de febrero de 2008 debutó en Premier League con el Tottenham en un partido frente al Manchester United, que terminó con 1-1. Apenas veinte días después de su debut, Juande Ramos lo alineó de titular en la final de la Carling Cup que los Spurs disputaron el 24 de febrero en Wembley ante el Chelsea. Fue precisamente el primer título de Juande Ramos y de Alan Hutton con los Spurs tras vencer al Chelsea por 2-1, logrando el gol de la victoria Jonathan Woodgate, que llegó en enero al igual que Hutton.
Se encuentra en cesión al Sunderland AFC hasta el fin de la temporada 2009/2010. Finalizada la temporada volvió de regreso a los Spurs donde actualmente se encuentra lesionado por lo que resta de temporada. Ya llegada la temporada 2012 él es traspasado al Nottingham Forest
En enero de 2013 fue cedido por su club al RCD Mallorca, equipo de la Primera División de España, equipo el cual consumó su descenso a Segunda, pero en el que Hutton dejó destellos de calidad y en el que expresó su deseo de seguir en España, bien en el Mallorca o en otro equipo.

### Selección nacional
Ha sido internacional con la selección de fútbol de Escocia. Su primera convocatoria fue el 11 de mayo de 2007 en un partido amistoso frente a Austria y en otro oficial, valedero para la clasificación para la Eurocopa de 2008 ante Islas Feroe. Sin embargo, no debutó hasta septiembre de ese año, en un partido oficial ante Lituania.

## Clubes
| Club                         | País       | Año         |
| ---------------------------- | ---------- | ----------- |
| Glasgow Rangers              | Escocia    | 2002 - 2008 |
| Tottenham Hotspur FC         | Inglaterra | 2008 - 2011 |
| Sunderland AFC (Préstamo)    | Inglaterra | 2010        |
| Aston Villa                  | Inglaterra | 2011 - 2019 |
| Nottingham Forest (Préstamo) | Inglaterra | 2012 - 2013 |
| RCD Mallorca (Préstamo)      | España     | 2013        |
| Bolton Wanderers (Préstamo)  | Inglaterra | 2014        |

## Palmarés

### Campeonatos nacionales
| Título         | Club              | País       | Año  |
| -------------- | ----------------- | ---------- | ---- |
| Premier League | Glasgow Rangers   | Escocia    | 2005 |
| Carling Cup    | Tottenham Hotspur | Inglaterra | 2008 |